# Samtgemeinde Gellersen
Die Samtgemeinde Gellersen ist eine Samtgemeinde im Landkreis Lüneburg.

## Geografie

### Mitgliedsgemeinden
Der Samtgemeinde Gellersen gehören die Gemeinden Kirchgellersen, Reppenstedt (mit dem Ort Dachtmissen), Südergellersen (mit dem Ort Heiligenthal) und Westergellersen an.

## Politik
Die Samtgemeinde Gellersen gehört zum Landtagswahlkreis 49 Lüneburg und zum Bundestagswahlkreis 38 Lüchow-Dannenberg – Lüneburg.

### Samtgemeinderat
Der Samtgemeinderat Gellersen besteht aus 30 Ratsfrauen und Ratsherren. Dies ist die festgelegte Anzahl für eine Gemeinde mit einer Einwohnerzahl zwischen 12.001 und 15.000 Einwohnern. Die Ratsmitglieder werden durch eine Kommunalwahl für jeweils fünf Jahre gewählt. Neben den 30 in der Samtgemeindewahl gewählten Mitgliedern ist außerdem der hauptamtliche Samtgemeindebürgermeister im Rat stimmberechtigt. 
Am 12. September 2021 fanden in Niedersachsen und damit in Gellersen Kommunalwahlen statt. In der Folge konstituierte sich der Samtgemeinderat in seiner Sitzung am 8. November 2021 in folgender Zusammensetzung (in Klammern der Anteil gültiger Stimmen nach dem vorläufigen amtlichen Endergebnis der Samtgemeindewahlleitung):
- CDU 11 Sitze (36,49 %)
- SPD 7 Sitze (23,19 %)
- Grüne 7 Sitze (24,15 %)
- FDP 2 Sitze (7,97 %)
- DIE LINKE. 1 Sitz (3,18 %)
- Sozial-ökologische Liste Gellersen (SOLI) 1 Sitz (3,45 %)
- Einzelbewerber Bundt 1 Sitz (1,57 %)

Die Fraktionen Bündnis 90/Die Grünen, SPD sowie SOLI Gellersen und DIE LINKE. bilden die Mehrheitsgruppe. Darüber hinaus bilden die Fraktion CDU und FDP eine Gruppe.

#### Ausschüsse
Der Hauptausschuss (Samtgemeindeausschuss) besteht aus sieben Mitgliedern: dem Hauptverwaltungsbeamten, vier Mitgliedern der Mehrheitsgruppe Grüne/SPD/SOLI/DIE LINKE sowie zwei Mitgliedern der Gruppe CDU/FDP.
Zusätzlich bildete der neue Rat Ausschüsse zu folgenden Politikfeldern:
- Finanzen und Wirtschaftsförderung
- Bau, Umwelt, Mobilität und Planung
- Feuerschutz, Integration und Ordnungswesen
- Kinder, Jugend, Soziales, Senioren, Partnerschaften und Kultur
- Schulen

### Samtgemeindebürgermeister
In der Stichwahl zum Samtgemeindebürgermeister 2019 gewann Steffen Gärtner (CDU) mit 62,72 Prozent der Stimmen gegen Oliver Jens Glodzei (Grüne). Im ersten Wahlgang erhielt Gärtner 49,26 Prozent der Stimmen.

### Wappen
Der Wappeninhalt nimmt Bezug auf Bevölkerungsherkunft nach dem  Zweiten Weltkrieg.
Der Eichenzweig auf der linken Wappenhälfte symbolisiert „die angestammte niedersächsische Bevölkerung“, indem mit der Eiche ein landschaftlicher Baum Niedersachsens dargestellt ist. Die sechs selbständigen bzw. ehemals selbständigen Gemeinden Reppenstedt, Kirchgellersen, Westergellersen, Südergellersen, Heiligenthal und Dachtmissen, die seit dem 1. März 1974 zu einer neuen Einheit, der Samtgemeinde Gellersen, vereinigt sind, sind in Form der sechs Blätter und der sechs Eicheln dargestellt.
Die rechte Wappenhälfte „zeigt ein Hochkreuz, das 'Deutsche Ostkreuz', um derjenigen Bevölkerungsgruppen zu gedenken, die Ihre Heimat in den ehemals Deutschen Ostgebieten hatten“.

### Städtepartnerschaften
Die Samtgemeinde Gellersen hat im Frühjahr 1994 eine Partnerschaft mit der polnischen Gmina Szczecinek (Neu-Stettin) geschlossen.
Im Jahr zuvor wurde eine Jumelage mit verschiedenen Gemeinden im Vallée de la Basse-Saâne (Frankreich) beschlossen.